# کونوپکی ماوه
کونوپکی ماوه (به لهستانی:  Konopki Małe) یک روستا در لهستان است که در گمینا میوکی واقع شده‌است.